# Пачко, Владимир Николаевич
Владимир Николаевич Пачко (18 декабря 1958, Хабаровск) — советский футболист; российский тренер.

## Биография
Родился в Хабаровске в семье военнослужащего, через год семья перебралась в Москву. С десяти лет стал заниматься в школе ЦСКА, тренировался у Гринина, Шестернёва, Боброва, Бубукина. В весеннем первенстве 1976 года стал чемпионом в составе дубля. Играл за юношескую Москвы сборную, привлекался в юношескую сборную СССР.
Поступил в Московский институт физкультуры. В 1978 году играл за вторую команду «Спартака» — «Красную Пресню». В 1980—1981 годах играл за «Цемент» Новороссийск, в 1982—1983, 1986 — за «Даугаву» Рига, в 1984—1985 — за СКА (Хабаровск). В 1987 году Юрием Сёминым был приглашён в московский «Локомотив», но не прошёл в состав и по приглашению Олега Романцева перешёл в «Красную Пресню», где стал играющим тренером. В 1987—1988 годах играл в составе таллинского «Спорта». В 1989 году перешёл в тульский «Арсенал», во второй половине сезона стал старшим тренером. В 1991 году играл в клубе первого финского дивизиона «КооТееПее». В 1992—1993 годах был играющим тренером клуба «Ильвес» Тампере. В 1991—1992 годах в составе «Сконто» становился чемпионом Латвии. В 1993 году играл в «Олимпии» Рига.
В 1993—1994 — тренер «Сконто». Окончил Высшую школу тренеров. В 1995 был приглашён консультантом в «Вилан-Д» Даугавпилс, вскоре переименованный в «Динабург».
Далее работал в клубах Латвии, России, Казахстана, Узбекистана.
В 2001 году сообщалось, что против Пачко было возбуждено уголовное дело по факту контрабанды: он не заявил в таможенной декларации на вывоз из России 50,3 тыс. долларов.